# یونیون سیتی (اکلاهما)
یونیون سیتی(به انگلیسی: Union City) شهری در ایالت اکلاهما کشور ایالات متحده آمریکا است که جمعیت آن در سرشماری سال ۲۰۱۰ میلادی، ۱٬۶۴۵ نفر بوده‌است.